# يوم ط

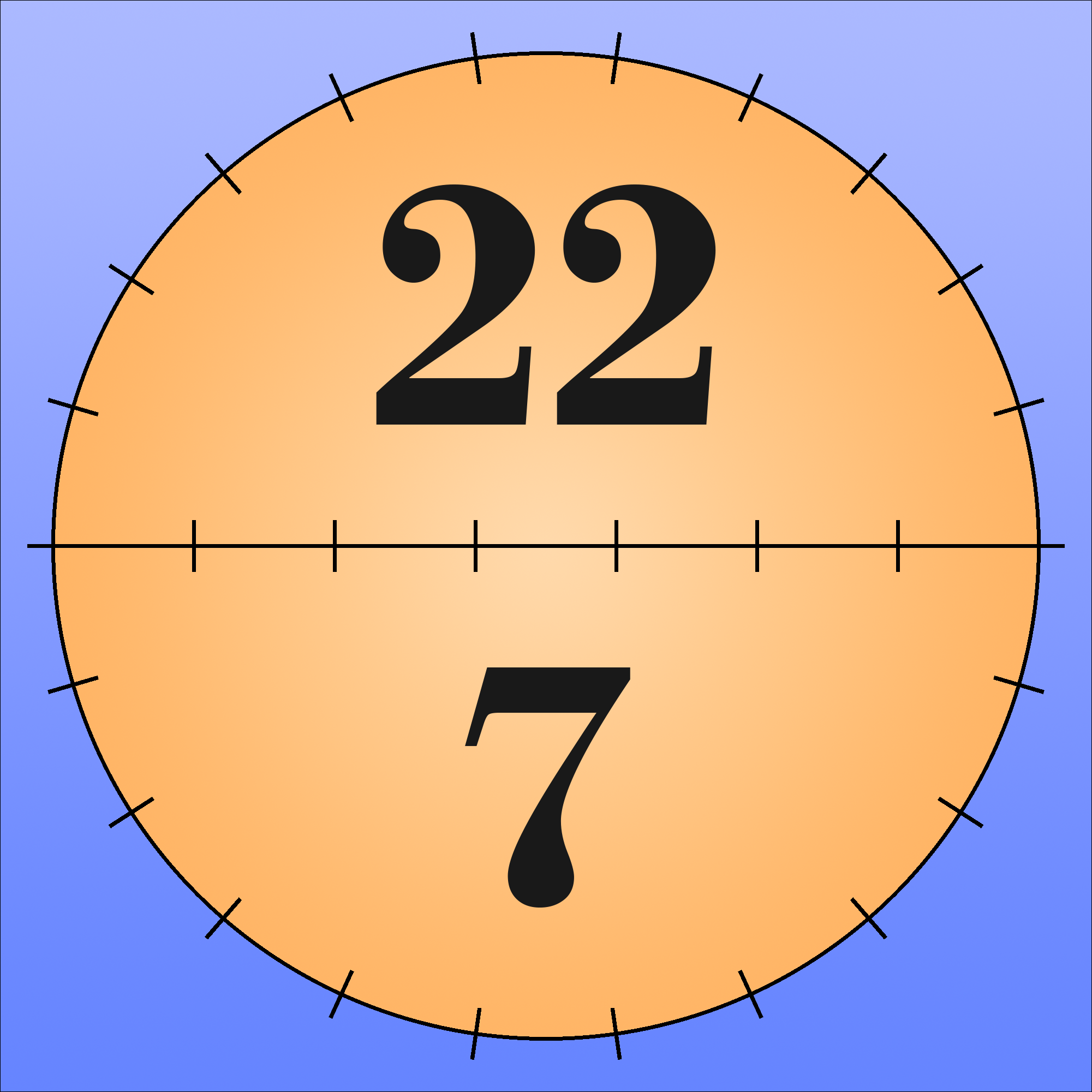
غالبًا ما يحتفل بيوم تقريب باي في 22 يوليو (22/7)، على الرغم من أن هذه الدائرة ليست مثالية في توضيح باي.

عيد العدد ط أو عيد تقريب العدد ط Pi Day هو عيد يُحتفل به بالثابت الرياضي العدد ط أو باي (π) الذي أسسه العالم الفيزيائي لاري شو , احتفل به عام 1988م أول مرة. يصادف عيد العدد ط يوم 14 مارس / آذار حيث يكتب هذا اليوم على الشكل (3.14) وهي تشابه قيمة العدد ط 3.14، كما يصادف عيد تقريب العدد ط يوم 22 يوليو الذي يكتب على الشكل 22/7 وذلك لأن العدد ط يساوي تقريباً قيمة 22/7.
في حالات أكثر دقة يحتفل بعيد العدد ط في الساعة 1:59 من يوم 14 مارس وذلك كون قيمة العدد ط حتى الرقم السابع بعد الفاصلة على الشكل 3.1415926، مما يجعل يوم 14 مارس الساعة 1:59:26 بعد الظهر هو أقرب وقت للعيد الصحيح للعدد. للمصادفة البحتة فإن يوم 14 مارس هو عيد ميلاد ألبرت أينشتاين، وهو يوم وفاة ستيفن هوكينج .

## التاريخ
عام 1988، نظم الفيزيائي لاري شو أول احتفال رسمي بيوم باي (Pi Day) في سان فرانسيسكو بمتحف إكسبلوراتوريوم، يكون الاحتفال مع الموظفين والجمهور حيث يسيرون حول أحد المساحات الدائرية، ثم يتناولون فطائر الفاكهة. وما زال متحف إكسبلوراتوريوم مستمر في إقامة احتفال عيد العدد ط.
في 12 مارس 2009، أصدر مجلس النواب الأمريكي قرار غير ملزم (111 H. Res.24) نص القرار على الاعتراف بيوم 14 مارس 2009، يومًا وطنيًا. في عيد العدد ط عام 2010، قدمت شركة غوغل رسومات لشعار جوجل دودل للاحتفال بالعيد يتضمن الشعار رسومات لرمز العدد ط π (جوجل دودل تشير إلى التغير الخاص والمؤقت الذي تجريه شركة غوغل على شعارها). في إندونيسيا، كدولة تستخدم تنسيق التاريخ بشكل (DD / MM / YYYY)، يحتفل بعض الأشخاص بيوم العدد ط في 22 يوليو من كُل عام، في إشارة إلى قيمة رقم ط الأخرى وهي تساوي 22/7. لاحظ البعض أن شهر آذار في عام 2014 يكتب بشكل (14/3) كان بأكمله هو "شهر باي". عام 2015، احتفل بيوم 14 مارس تحت اسم (Super Pi Day). وسبب تلك التسمية لأن التاريخ كانت له أهمية خاصة، حيث يكب على شكل (3/14/15) بتنسيق شهر / يوم / سنة. في تمام الساعة 9:26:53، تمثل أرقام التاريخ والوقت معًا أول عشرة أرقام من قيمة π.

## أيام أخرى
هناك أيام أخرى يحتفل بها بذكرى العدد ط:
- 26 أبريل: في هذا اليوم تكون الكرة الأرضية قد انتقلت بزاوية 2 راديان من مدارها حول الشمس، وبهذا يكون طول كامل المدار مقسوماً على المسافة المقطوعة حتى 26 أبريل مساوياً للعدد ط.
- 22 يوليو: هذا اليوم يكتب على الشكل 22/7 وهو تقريب شهر للعدد ط.[17]
- 10 نوفمبر: وهو اليوم 314 من السنة (9 نوفمبر في السنة الكبيسة).
- 21 ديسمبر: عند الساعة 1:13 وهو اليوم 355 من السنة (20 ديسمبر في السنة الكبيسة) حيث يحتفل عند الساعة 1:13، حيث أن العدد 355/113 هو التقريب الصيني للعدد ط.[18]

## معرض الصور

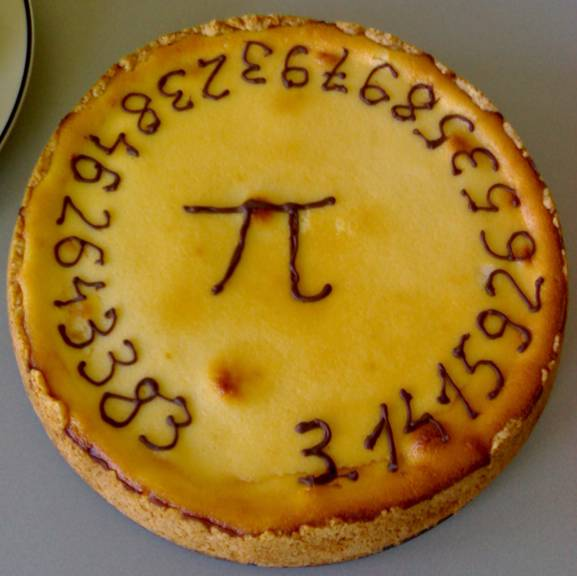
Pi Pie at جامعة دلفت للتكنولوجيا
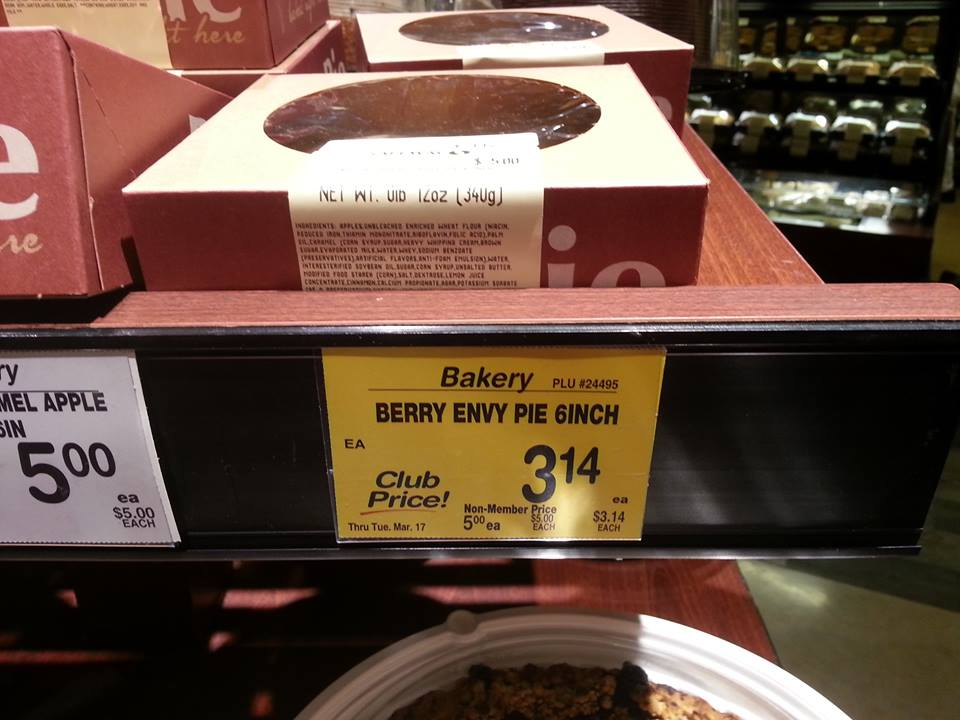
A grocery store selling pies for $3.14 on Pi Day
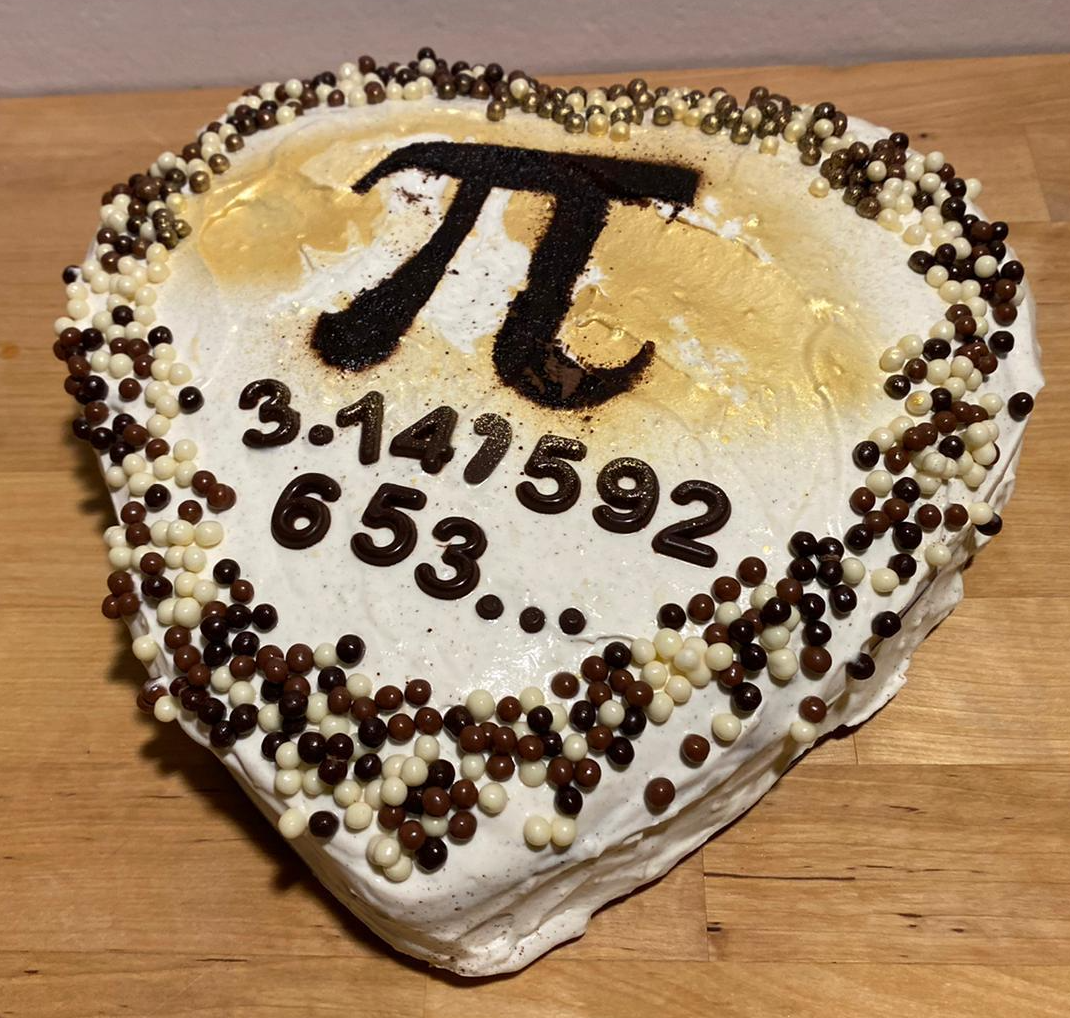
فطيرة كريم احتفالاً بيوم باي تُظهر الحرف اليوناني والأرقام الأولى من باي.
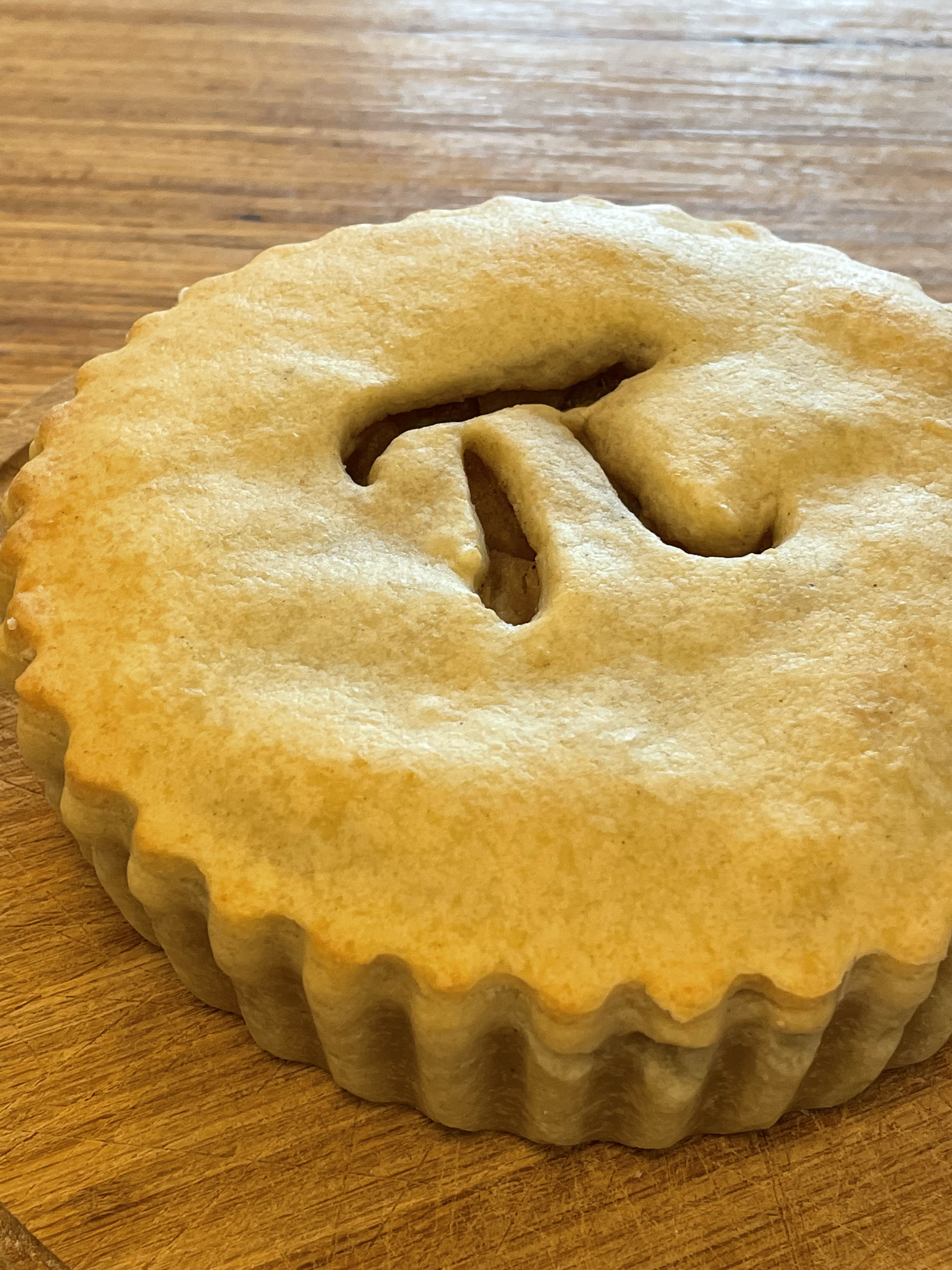
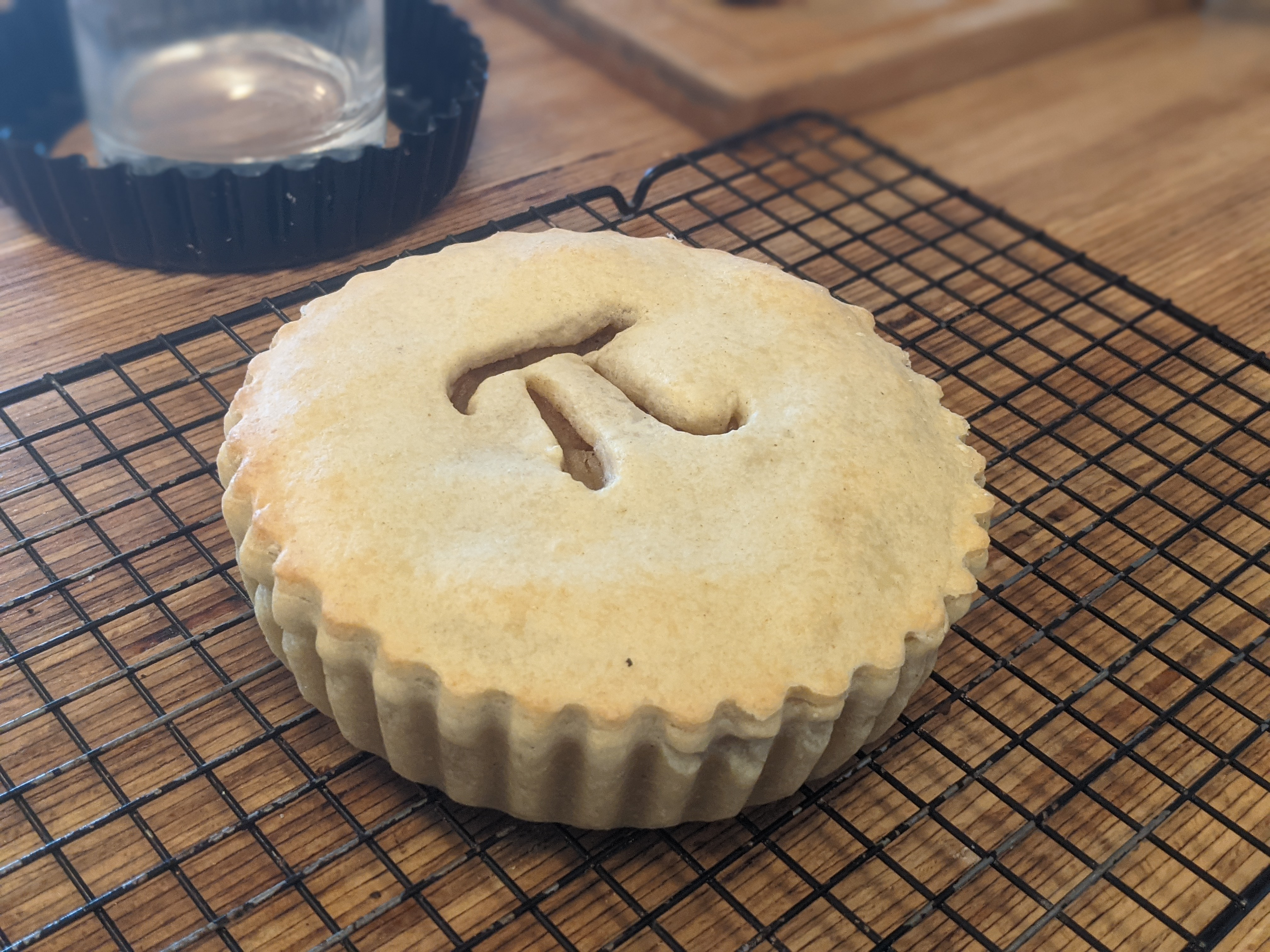
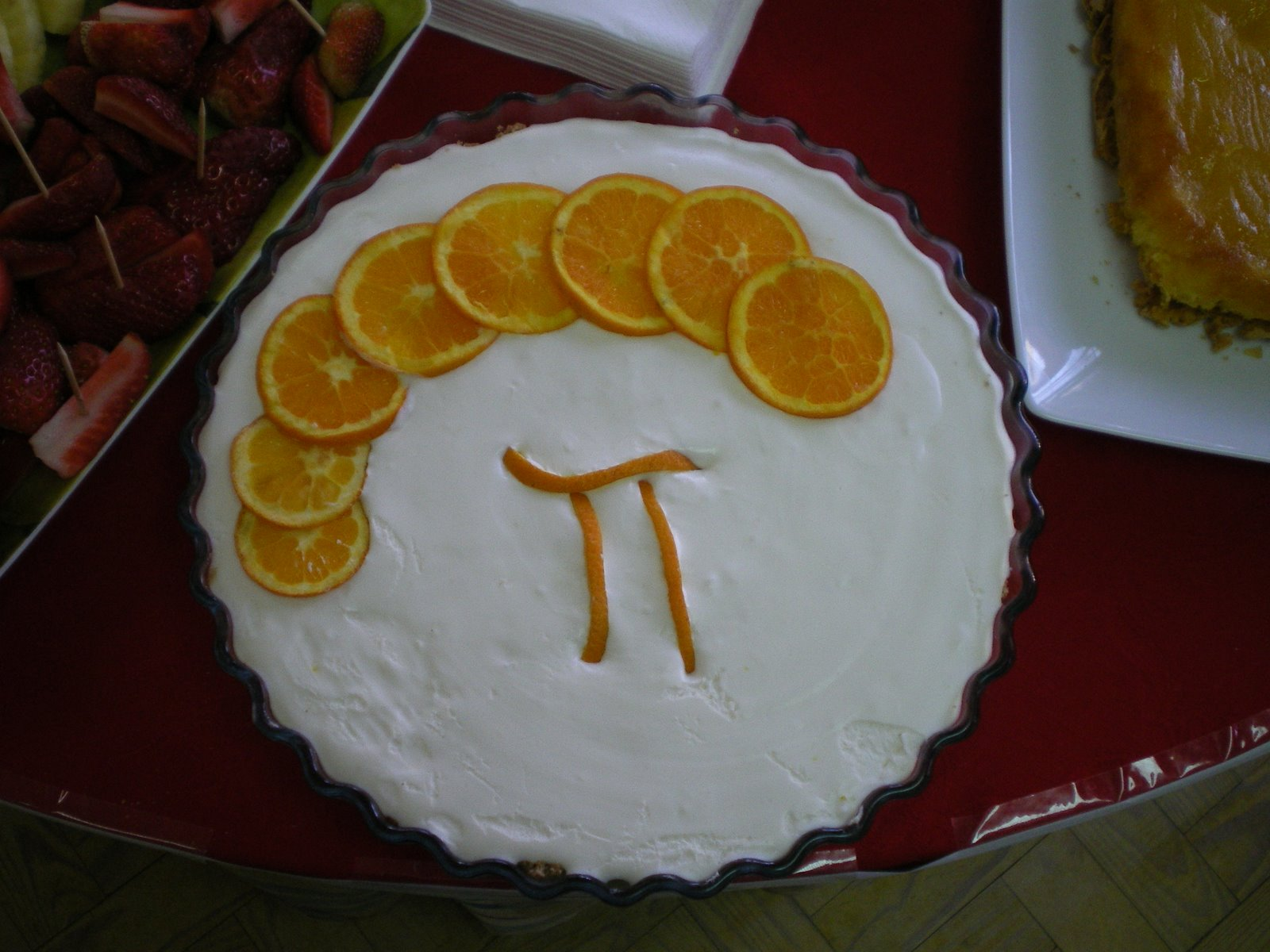
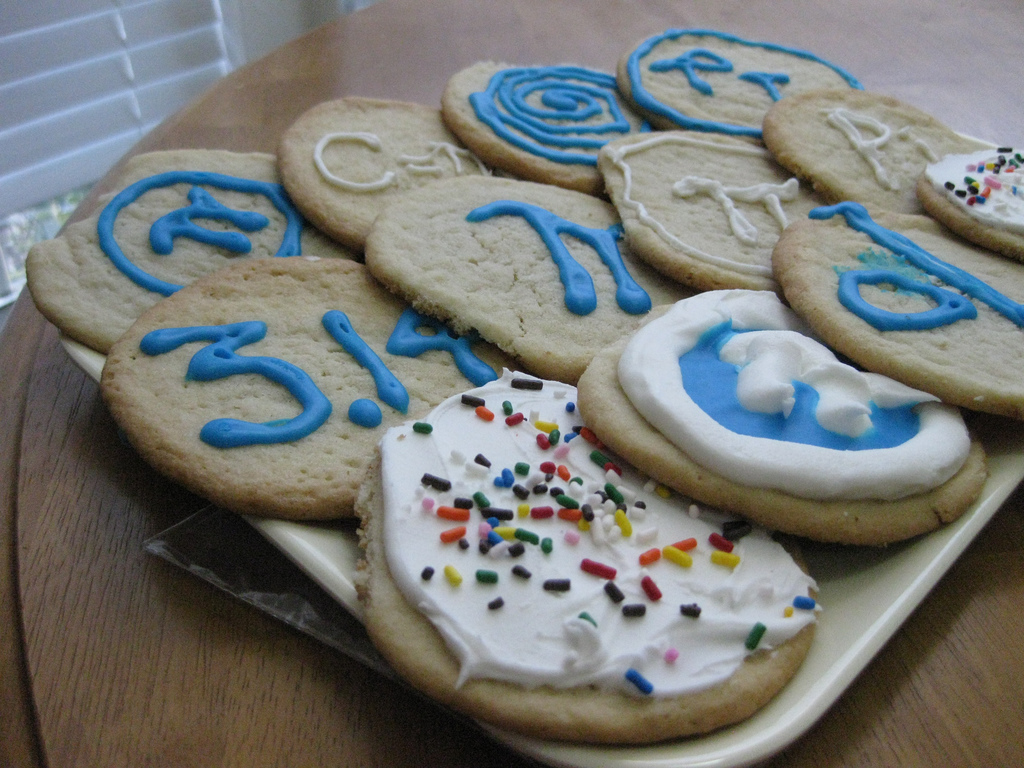
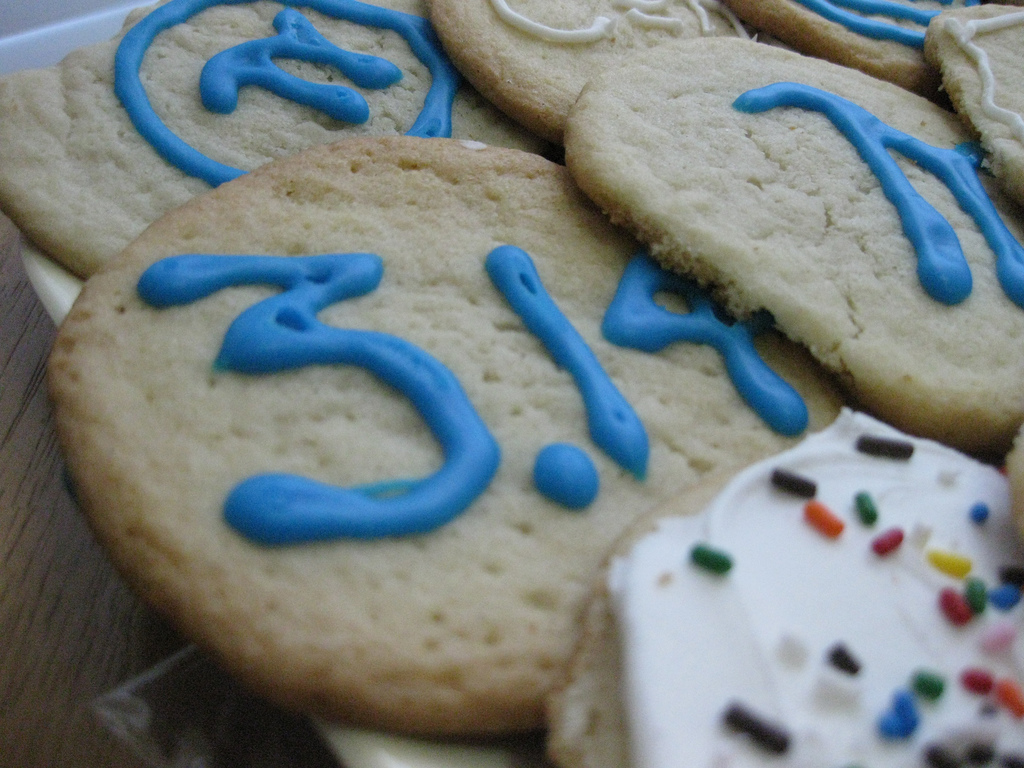